# Palle Berthelsen
Berthel Palle Berthelsen (født 26. januar 1857 i Aarhus, død 8. marts 1920 på Frederiksberg) var en dansk officer.
Han var søn af købmand Jens Berthelsen (1831-1898) og Marie Kirstine Pallesen (1830-1907) og avancerede meget hurtigt i sin militære karriere. Han blev således sekondløjtnant 1878, premierløjtnant 1880, adjudant ved 1. generalkommando 1885 og kaptajn 1889. Berthelsen stod ved Generalstaben 1897-1901 og blev derefter oberstløjtnant og bataljonschef, 1903 chef for Generalstabens taktiske afdeling og tillige sekretær i Generalkommissionen. Under generalløjtnant Arnold Kühnels sygeleje 1905-06 udrettede han et stort arbejde som medlem af Forsvarskommissionen af 1902, hvor der blev god brug for Berthelsens forhandlingsevne og hans imødekommende attitude. Han blev oberst 1906, generalmajor 1909 og var chef for Generalstaben fra 1912 til 1917, mens 1. verdenskrig rasede.
I den egenskab var Berthelsen ansvarlig for Sikringsstyrken og for udførelsen af de nye præventive befæstninger. Men det store arbejde sled på ham, og da han 1917 blev kommanderende general i 2. generalkommando var hans arbejdsevne svækket, og 1918 tog han derfor sin afsked fra Hæren. 1896-1902 var han chef for Akademisk Skyttekorps og i mange år medlem af de frivillige korps' bestyrelse. Han blev Ridder af Dannebrog 1898, Dannebrogsmand 1904, Kommandør af 2. grad 1910 og af 1. grad 1916 og modtog Storkorset 1918.
Berthelsen blev gift 1. gang 2. maj 1882 i Aarhus med Olida Sophia Baadsgaard (23. april 1858 i Aarhus – 6. marts 1918 på Frederiksberg), datter af købmand Niels Jensen Baadsgaard (1829-1895) og Mariane Aagesen (1834-1907). Gift 2. gang 3. december 1918 (borgerlig vielse) med Ella Fridericia (8. december 1888 i København – 21. januar 1945 på Sankt Lukas Stiftelsen i Hellerup), datter af grosserer Holger Emanuel Martin Lorentz Fridericia (1853-1902) og Augusta Melchior (1859-1918). Hun blev gift 2. gang 1932 med præsident Holger Andersen (1890-1961).
Berthelsen er begravet på Garnisons Kirkegård.
Han er gengivet i fotografier, bl.a. 1910 af C.L. Wilhelm Kihlstrøm og samme år af Sophus Juncker-Jensen.